# Мерле Яягер
Мерле Яягер (ест. Merle Jääger, також відома як Мерка (ест. Merca); 19 жовтня 1965, Таллінн) — естонська акторка телебачення, театру та кіно, поетеса та письменниця.
Член Спілки театральних діячів (з 1990). Член Спілки акторів Естонії (з 1993). Член Спілки письменників Естонії (з 2000).

## Ранні роки та освіта
Мерле Яягер народилася 19 жовтня 1965 року у Таллінні. Навчалася у Талліннській 46-й середній школі та Талліннській середній школі природничих наук. Її батько був залізничником, а мати бухгалтером.
Після закінчення школи у 1983 році Яягер вивчала акторську майстерність і театральне мистецтво у Талліннській державній консерваторії (нині Естонська академія музики й театру) під керівництвом театрального педагога Калью Комісарова, яку закінчила у 1988 році.
Серед її однокласників були актори Ельмо Нюганен, Пірет Кальда, Даян Ахмет, Кюллі Палмсаар, Райво Тамм, Райн Сіммул й Анні Рееманн.

## Кар'єра

### Акторська діяльність
Після закінчення Талліннської державної консерваторії Мерле Яягер з 1988 року працювала з деякими перервами акторкою театру «Ванемуйне» в Тарту. Дипломними постановчими ролями Яягер були роль принца Гамлета в опері Вільяма Шекспіра «Гамлет» у 1987 році, виконана в Домініканському монастирі у Таллінні, і роль Ольги Сергіївни Прозорої в опері Антона Чехова «Три сестри» у театрі «Угала» у Вільянді. Її першими двома ролями у театрі «Ванемуйне» були Флоранс у п'єсі Робера Тома 1964 року «Пастка для самотнього чоловіка» та леді Макдуф у постановці «Макбет» Вільяма Шекспіра; обидві виконані в 1988 році.
За час своєї кар'єри в театрі «Ванемуйне» Яягер з'являлася як акторка у постановках різних міжнародних авторів і драматургів, як-от Йоганн Вольфганг фон Гете, Оскар Вайльд, Рене Гайвей, Вітольд Ґомбрович, Жан Ануй, Біляна Срблянович, Шарлотта Джонс, Том Стоппард, Артур Міллер, Альгот Унтола, Едвард Олбі, Клайв Стейплз Льюїс, Жуль Стайн, Біллі Роше, Еден фон Хорват, Браян Фріл, брати Шерман, Тім Ферт, Антон Чехов, Роберт Джеймс Воллер, Джон Бойнтон Прістлі, Кандер й Ебб і Рей Куні. Серед найбільш запам'ятовуваних її виступів у театрі «Ванемуйне» були ролі, написані такими естонськими драматургами та авторами як Кауксі Юлле, Едуард Вільде, Оскар Лутс, Ільмар Кюльвет, Бернард Кангро, Каті Ватманн, Мадіс Київ, Андрус Ківірягк, Андра Тееде і Мееліс Фріденталь.

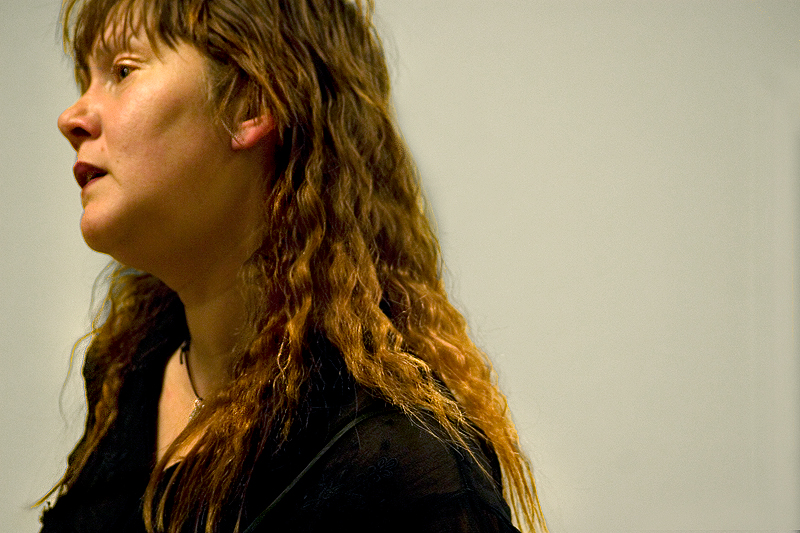
Мерле Яягер, 2008 рік

З 2006 року Мерле Яягер також виступала як акторка у гумористичних літніх постановках театру «Гансахові» у Тарту. Написала дві п'єси: «Саун» і «Колгоос», які були поставлені у театрі у 2008 та 2009 роках відповідно за участю самої Яягер. Також керувала колективом Театру спадщини Таарка — аматорської театральної трупи, заснованої з метою просування та збереження культури та самобутності сету.
Знялася у низці телевізійних ролей. Її перша значна роль Гільда у двосерійному драматичному фільмі ETV 1992 року «Soo», заснованому на однойменному романі 1914 року (спочатку мав назву «Kirjutatud on…») Оскара Лутса. У 2009 році вона з'явилася у ролі Мії в шести епізодах кримінального серіалу Kanal 2 «Келк-Шука». Мерле Яягер також з'являлася у кількох інших естонських телесеріалах, зокрема: «Офісна помста» (2013), «Клуб подушок» (2014) і «Viimane võmm» і «Restart» (2015).
У 1988 році Мерле Яягер дебютувала у кіно, зігравши невелику роль у короткометражному фільмі «Noid» режисера Ело Туста. Її першою значною роллю у повнометражному кіно була роль Лембала, дружини естонського вождя XIII століття Лембіту, в історичній комедії 2005 року режисера Каарена Каєра «Дружина». Потім була роль вчителя історії у драмі 2007 року «Клас» режисера Ільмара Рааґа. Фільм отримав кілька міжнародних нагород і був офіційно представлений Естонією у категорії «Найкращий фільм іноземною мовою» на 80-й церемонії вручення премії «Оскар». Крім того, у 2007 році Яягер з'явилася у ролі Матері в сімейному драматичному фільмі «Магнус», знятому Кадрі Кіусаар. У 2011 році вона з'явилася у драмі «Один із моїх друзів» режисера Марта Ківастіка з актором Аарне-Маті Юкскюлою.
Серед інших ролей у повнометражних фільмах: «Õnn tuleb magades» (2016), «Зелені коти» (2017) та «Зустріч випускників 2: Весілля та похорон» — продовження комедії 2016 року режисера Рене Вільбре «Зустріч випускників».
У 2019 році з'явилася у ролі сетуської народної співачки початку XX століття Гілани Таарк в історичній комедії режисера Гарді Фольмера «Життя Йоганнес Пьясуке».
Крім того, Яягер також з'явилася у низці студентських і короткометражних фільмів, зокрема у ролі Єви у популярній комедії 2006 року «Чужинець — врятувати Валдіса в 11 розділах», поставленої Расмусом Мерівоо.
Член Спілки театральних діячів (з 1990). Член Спілки акторів Естонії (з 1993).

### Поетична діяльність

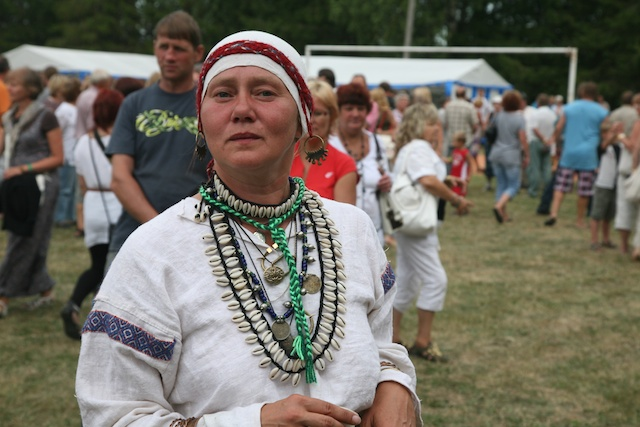
Мерле Яягер на Дні Королівства Сету у серпні 2011 року

З 1986 року Мерле Яягер публікується під псевдонімом Мерка. Натхненна панк-рок-музикою, яка набувала популярності у країні на початку-середині 1980-х років, коли ЕРСР все ще знаходилася в безпосередньому підпорядкуванні СРСР, вона займала центральне місце. Відкрита, пряма і часто конфронтаційна у своїй роботі (особливо у її ранніх творах), вона стала чимось на кшталт «жахливої дитини», була описана як «бунтівна» та названа «бардом протесту». У 1988 році Яягер співпрацювала з Тином Трубецьки, вокалістом панк-рок-гурту «Vennaskond», над двома віршами, які увійшли до його книги віршів «Pogo», виданої Eesti Raamat.
У 1988 році Мерле Яягер була наймолодшим із 24 членів-засновників естонської культурної та літературної групи «Wellesto». До групи також входили відомі інтелектуали як-от Мадіс Київ, Майму Берг, Маті Хінт, Свен Грюнберг, Доріс Карева, Рейн Круус, Тоомас Лійв, Івар Іваск, Тоомас Раудам, Хассо Крулл, Ліннарт Мялль, Маті Сіркель, Юлев Аалое та майбутній 4-й президент Естонії Тоомас Гендрік Ільвес.
У 2000 році стала членом Спілки письменників Естонії.

### Політична діяльність
Мерле Яягер — член Тартуської міської думи, входить до комітету з культури думи. У минулому вона належала до партії «Вітчизна» та Вільної партії Естонії.
Невдало балотувалася на виборах до Європейського парламенту Естонії у 2014 році за списком Партії незалежності Естонії, отримавши 178 голосів.

## Особисте життя
Мерла Яягер має дочку від шлюбу, який закінчився розлученням. Акторка у тривалих стосунках з режисером Імре Тоомеоксом. Сім'я проживає на фермі в Обіниці у повіті Вирумаа.
Служила у Збройних силах Естонії. Є членом Академічного загону Союзу оборони Естонії у Тарту.

## Праці

#### Збірники віршів
- Merca by air mail: Ameerika valimik (1989)[27];
- MercAmerka: teine Ameerika-valimik (1989)[28];
- Vana libu hommik (1998)[29];
- Hele häärber (2005)[30];
- Narrivile (2007)[31];
- Pühä päiv (2013)[32];
- Iseqnn (2020)[32].

#### Романи
- Mees (2009)[33].

#### Проза
- Ютутулбад / Storypillars (2015)[34];
- Ollipanõhõpõpääle (2021, діалект сету);

#### Дитяча література
- Mullivesi (2009)[32].

## Нагороди
- Премія Вольдемара Пансо (1988);
- Премія драми '96 (1996);
- Премія Антса Лаутера (1997);
- Премія Спілки театральних діячів Естонії — за найкращу жіночу роль (1998);
- Премія драми '99 — за найкращу жіночу роль (1999);
- Премія Карла Едуарда Сеета у галузі дитячої поезії (2009)[35];
- Премія Спілки театральних діячів Естонії — за найкращу жіночу роль другого плану (2014)[6].